# دوبوشوویتسه

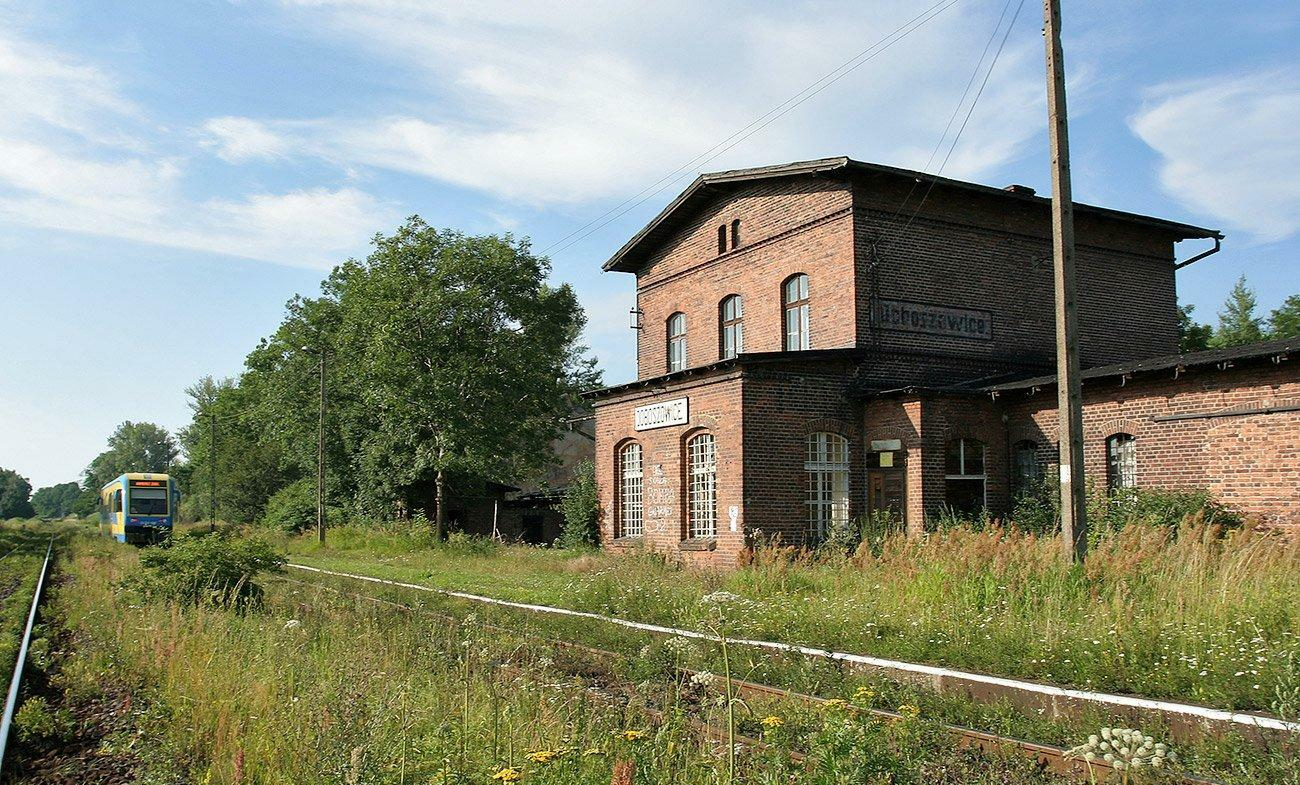
روستای دوبوشوویتسه

دوبوشوویتسه (به لهستانی:  Doboszowice) یک روستا در لهستان است که در گمینا کامینگتس زانبکوویتسکی واقع شده‌است.